# Stelis hoppii
Stelis hoppii är en orkidéart som beskrevs av Rudolf Schlechter. Stelis hoppii ingår i släktet Stelis och familjen orkidéer. Inga underarter finns listade i Catalogue of Life.